# Giorgio Rossi
Giorgio Rossi (nascido em 1 de abril de 1948) é um ex-ciclista de pista amador italiano que conquistou uma de prata e três medalhas de ouro nas provas de velocidade e tandem nos campeonatos mundiais de 1975—1980. Ele terminou em nono lugar no tandem nos Jogos Olímpicos de Munique 1972 e oitavo na prova de velocidade, disputada nas Olimpíadas de Montreal 1976.